# Casa Professa dei Padri Gesuiti
La Casa Professa dei Padri Gesuiti è una costruzione ubicata in via Benedetto Croce al civico 2, ad angolo della piazza del Gesù Nuovo di Napoli.
Oggi l'edificio è sede dell'Istituto Eleonora Pimentel Fonseca.

## Storia
La costruzione di questo edificio iniziò nel 1608. I Gesuiti dal 1584 si erano stanziati nel palazzo Sanseverino trasformato pesantemente tanto da poter accogliere la Chiesa del Gesù Nuovo Subito dopo avevano affidato all'architetto Agazio Stoia il progetto per la costruzione della loro sede, appunto la casa professa che doveva anche includere gli spazi destinati all'istruzione (collegio) e vari servizi come la biblioteca e l'infermeria.
Nel 1665 si avviarono i lavori per il refettorio, terminato nel 1680. Nel 1685 partirono i lavori per la grandiosa biblioteca, completata però solo nel 1750 ad opera di Antonio Sarnelli dopo un lunghissimo periodo di stasi.
Nel 1860 quando Garibaldi espelle i gesuiti e ne confisca le proprietà. Nello stesso anno viene fondato il primo istituto magistrale che dal 1923 sarà intitolato ad Eleonora Pimentel Fonseca, sostenitrice della Repubblica Napoletana del 1799 e che morì alla caduta di questa.

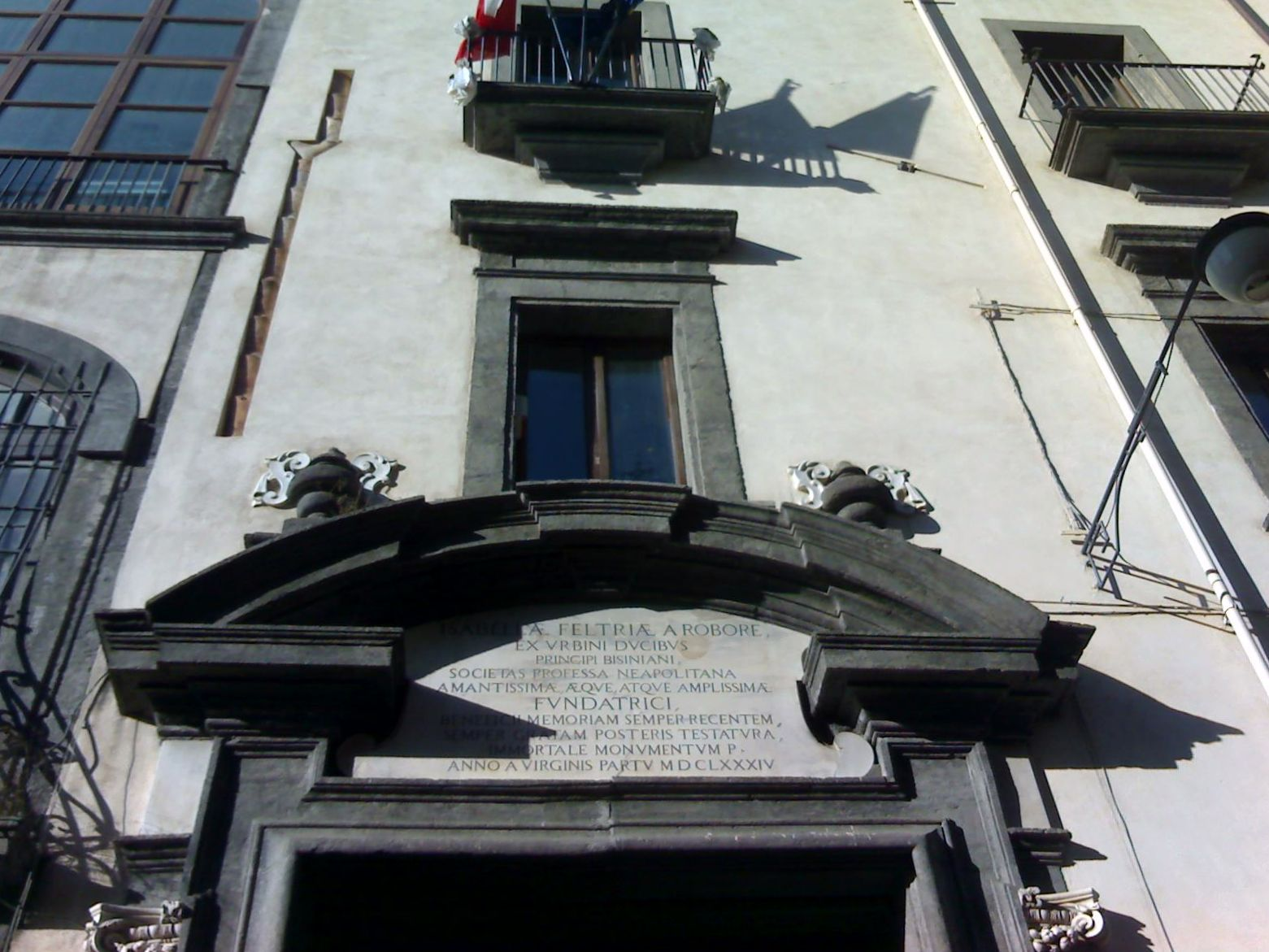
Particolare del portale d'ingresso

## Gli ambienti
All'edificio si accede tramite un portale in piperno, posto proprio dinanzi all'arco d'ingresso all'insula di Santa Chiara. Il portale immette nell'androne del complesso: esso occupa una parte del chiostro dei Padri Gesuiti.
All'interno vi sono un maestoso portale marmoreo e un grandioso scalone d'onore dalla quale si accede alla biblioteca.

## La biblioteca
Terminata nel 1750 da Antonio Sarnelli, la biblioteca mostra affreschi dello stesso artista, caratterizzati dall'esaltazione del ruolo principale del cattolicesimo nella cultura: troviamo raffigurati oltre a Sant'Ignazio di Loyola, fondatore della compagnia di Gesù, anche gli insigni dottori San Gregorio Magno, Sant'Ambrogio, San Tommaso d'Aquino, San Bonaventura, San Girolamo, San Basilio e San Gregorio di Nissa.
Notevoli sono inoltre il pavimento commesso e policromo a tarsie marmoree, coevo alle pitture e gli armadi in legno intagliato che si innalzano fino alle lunette della volta. Tutta la biblioteca è cinta da un ballatoio il cui parapetto è finemente intarsiato a motivi vegetali.